# 白帯

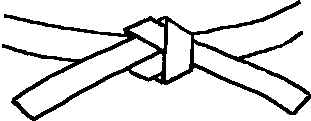
柔道における白帯

白帯（しろおび）は柔道・空手道などの武道において初心者が締める帯である。
もとは帯といえば白帯だったものを嘉納治五郎師範が有段者の締める帯を「黒」としたことから、相対的に「白」は級位者の締める帯となった。その後、級位者に色帯を締めさせるようになって、白帯は初心者の締める帯となった。

## 他の武道における影響
柔道で帯の色による段級位制が成功したことから、空手や合気道などの他武道においても同様の制度が採用されている。
柔道と同じく、白帯は初心者・級位者に適用される。なお、上位の級（例えば三級以上）では「白と黒の中間」として茶帯が設定され、さらに少年層（おおむね中学校以下）には級に応じて、白帯と茶帯の間に色帯が採用されている。
中学卒業以上の年齢層においても色帯が設定されているが、慣習として茶帯の級になるまでは白帯を締め続けるところも多い。そのため白帯の層は、初心者から相当の年季が入った者まで幅広く厚い。